# Grigorij Pietrow

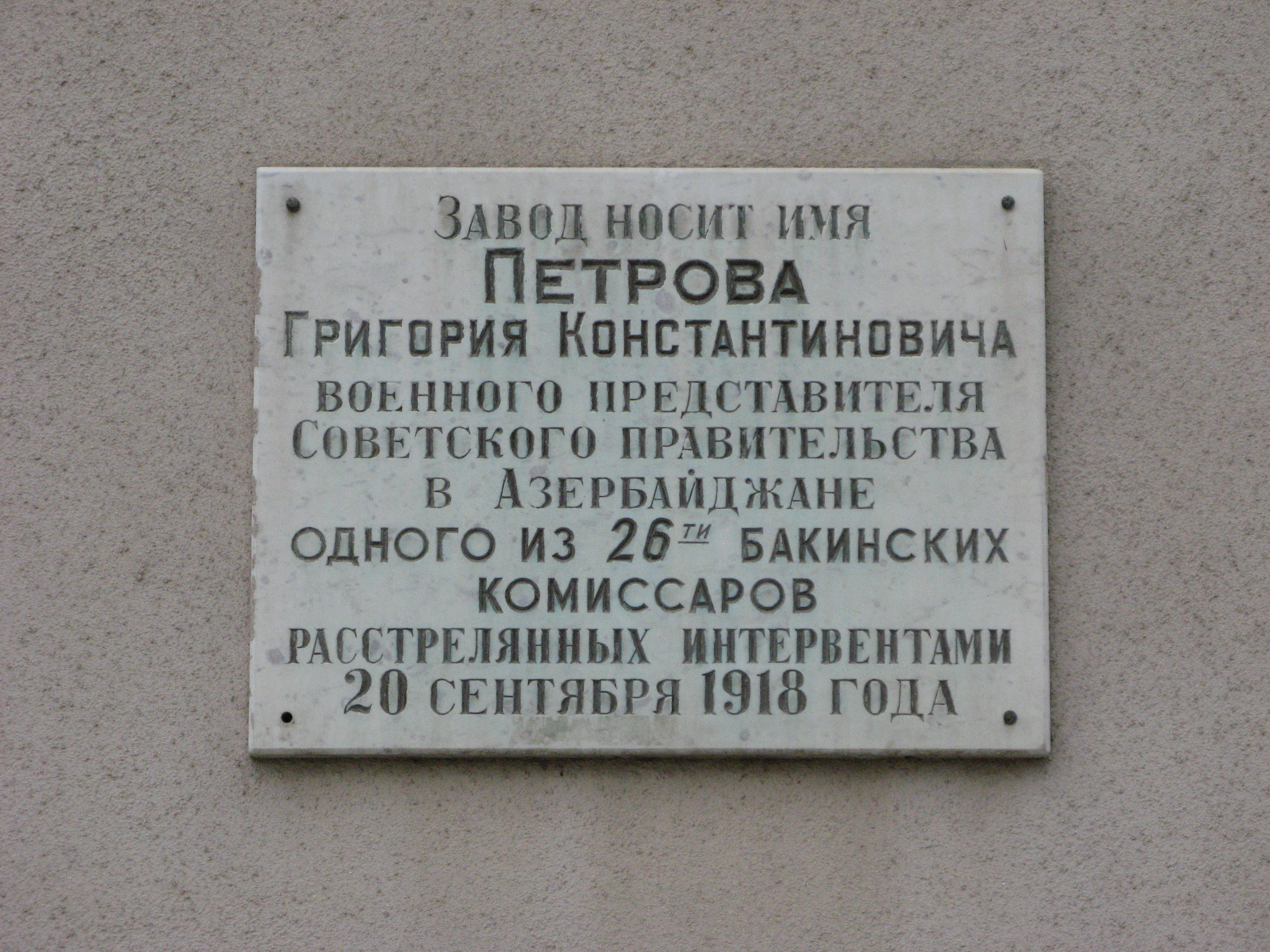
Tablica upamiętniająca Pietrowa w Wołgogradzie

Grigorij Konstantinowicz Pietrow (ros. Григорий Константинович Петров, ur. 1892 w Riazaniu, zm. 20 września 1918) – jeden z liderów Komuny Bakijskiej, rewolucjonista.
Uczył się w riazańskiej szkole realnej, działacz lewicowych eserowców, 1917 organizował ochotniczą milicję w Riazaniu, dowodził oddziałem Czerwonej Gwardii, brał udział w walce z wojskiem Kaledina nad Donem. Później był dowódcą 1 Armii Południowej i Frontu Kaukaskiego, w połowie 1918 wraz z oddziałem czerwonogwardzistów przybył do Baku z zadaniem obrony władzy komunistycznej przed siłami antybolszewickimi, uczestniczył w walkach z Kaukaską Armią Islamu. 20 września 1918 został rozstrzelany  za aprobatą brytyjskiej misji wojskowej razem z pozostałymi działaczami Komuny Bakijskiej.
W 1981 w Riazaniu odsłonięto jego pomnik.